# Joker Xue
Xue Zhiqian (en chino simplificado: 薛之谦, chino tradicional: 薛之謙, pinyin: Xuē Zhīqiān), más conocido como Joker Xue, es un cantautor y productor discográfico chino.

## Biografía
Su madre murió cuando apenas tenía sólo cuatro años, debido a una fiebre reumática.
Asistió al Instituto Glion de Educación Superior (inglés: "Glion Institute of Higher Education") en Suiza y se especializó en estudios de gestión de hospitalidad.
En el 2012 se casó con Gao Leixin, la pareja se divorció en el 2015, sin embargo en el 2017 se volvieron a casar. La pareja le dio la bienvenida a su primer hijo en el 2018.

## Carrera
Es miembro de la agencia "Ocean Butterflies" desde el 2015. Previamente formó parte de la agencia "Shangteng Entertainment".
En 2012 se unió al elenco recurrente durante el octavo episodio de la serie The Queen of SOP donde interpretó a Xue Shaoqian, uno de los miembros del personal del departamento de planificación de marketing de Huang Hai.
En junio del 2016 se unió al elenco de la segunda temporada del programa Challenger's Alliance (también conocido como "Challengers Union").

## Discografía

### Álbumes de estudio
| Canción    | Letrista  | Compositor |
| ---------- | --------- | ---------- |
| 1 天外来物 | Joker Xue | 罗小黑     |
| 10 纸船    | Joker Xue | Joker Xue  |

| Canción      | Letrista         | Compositor       |
| ------------ | ---------------- | ---------------- |
| 1 木偶人     | Joker Xue        | Joker Xue        |
| 2 慢半拍     | Joker Xue        | 许嵩             |
| 3 这么久没见 | Joker Xue        | Joker Xue        |
| 4 笑场       | 裴志森/Joker Xue | 张洢豪           |
| 5 病态       | Joker Xue        | 宋涛             |
| 6 尘         | Joker Xue        | Joker Xue        |
| 7 陪你去流浪 | Joker Xue        | Joker Xue        |
| 8 配合       | Joker Xue/甘世佳 | 周以力/Joker Xue |
| 9 环         | 孟楠             | 孟楠             |
| 10 聊表心意  | Joker Xue        | Joker Xue        |

| Canción                  | Letrista         | Compositor       |
| ------------------------ | ---------------- | ---------------- |
| 1 摩天大楼               | Joker Xue        | 唐汉霄           |
| 2 怪咖                   | Joker Xue        | Joker Xue        |
| 3 肆无忌惮               | Joker Xue        | 张洢豪           |
| 4 狐狸                   | Joker Xue        | 周以力           |
| 5 天份                   | Joker Xue        | Joker Xue        |
| 6 最好                   | 小寒/廖慧明/郭顶 | 林淇玉/郭頂      |
| 7 醒来（Live）           | Joker Xue/岳云鹏 | Joker Xue        |
| 8 哑巴                   | Joker Xue/汪苏泷 | Joker Xue/汪苏泷 |
| 9 那是你离开了北京的生活 | Joker Xue        | 方毅             |
| 10 违背的青春            | Joker Xue        | Joker Xue        |

| Canción      | Letrista  | Compositor                      |
| ------------ | --------- | ------------------------------- |
| 1 动物世界   | Joker Xue | 郭顶                            |
| 2 暧昧       | Joker Xue | Joker Xue                       |
| 3 像风一样   | Joker Xue | Joker Xue                       |
| 4 高尚       | Joker Xue | 周以力                          |
| 5 骆驼       | 甘世佳    | 郭顶                            |
| 6 别         | Joker Xue | Joker Xue                       |
| 7 火星人来过 | Joker Xue | 韩星洲                          |
| 8 背过手     | Joker Xue | Joker Xue                       |
| 9 渡         | Joker Xue | Torbjørn Brundtland/Svein Berge |
| 10 我害怕    | Joker Xue | Joker Xue                       |

| Canción            | Letrista  | Compositor     |
| ------------------ | --------- | -------------- |
| 1 初学者           | Joker Xue | Joker Xue      |
| 2 刚刚好           | Joker Xue | Joker Xue      |
| 3 我好像在哪见过你 | Joker Xue | Joker Xue      |
| 4 演员             | Joker Xue | Joker Xue      |
| 5 绅士             | Joker Xue | Joker Xue      |
| 6 一半             | Joker Xue | 李荣浩         |
| 7 小孩             | 郭顶      | 郭顶           |
| 8 Stay Here        | Joker Xue | Peter Krafft   |
| 9 花儿和少年       | 文雅      | Joker Xue/高阳 |
| 10 下雨了          | Joker Xue | Joker Xue      |

| Canción               | Letrista  | Compositor |
| --------------------- | --------- | ---------- |
| 1 丑八怪              | 甘世佳    | 李荣浩     |
| 2 意外                | 杨子朴    | 杨子朴     |
| 3 你还要我怎样        | Joker Xue | Joker Xue  |
| 4 有没有              | 郭顶      | 郭顶       |
| 5 潮流季              | 林晓珂    | 郭顶       |
| 6 等我回家            | Joker Xue | Joker Xue  |
| 7 我想起你了          | Joker Xue | 高阳       |
| 8 其实                | Joker Xue | Joker Xue  |
| 9 方圆几里            | Joker Xue | Joker Xue  |
| 10 方圆几里（吉他版） | Joker Xue | Joker Xue  |

| Canción                | Letrista         | Compositor       |
| ---------------------- | ---------------- | ---------------- |
| 1 我知道你都知道       | 甘世佳           | Joker Xue        |
| 2 几个你               | Joker Xue        | Joker Xue        |
| 3 伏笔                 | 郭顶             | 郭顶             |
| 4 为什么               | Joker Xue        | Joker Xue/罗开元 |
| 5 我终于成了别人的女人 | Joker Xue        | 高阳             |
| 6 敷衍                 | Joker Xue        | Joker Xue/高阳   |
| 7 我们爱过就好         | Joker Xue        | Joker Xue/高阳   |
| 8 楚河汉界             | Joker Xue/李文壅 | Joker Xue        |
| 9 为了遇见你           | 廖莹如           | 陈耀川           |

| Canción            | Letrista  | Compositor |
| ------------------ | --------- | ---------- |
| 1 未完成的歌       | 甘世佳    | Joker Xue  |
| 2 我的雅典娜       | Joker Xue | Joker Xue  |
| 3 传说             | Joker Xue | Joker Xue  |
| 4 马戏小丑         | 罗开元    | Joker Xue  |
| 5 你过得好吗       | Joker Xue | Joker Xue  |
| 6 红尘女子         | Joker Xue | Joker Xue  |
| 7 Memory           | Joker Xue | Joker Xue  |
| 8 倾城             | 甘世佳    | Joker Xue  |
| 9 我们的世界       | Joker Xue | Joker Xue  |
| 10 给我的爱人      | Joker Xue | Joker Xue  |
| 11 爱的期限        | 甘世佳    | Joker Xue  |
| 12 黄色枫叶        | Joker Xue | Joker Xue  |
| 13 认真的雪        | Joker Xue | Joker Xue  |
| 14 爱我的人 谢谢你 | 江孝华    | 高阳       |

| Canción              | Letrista  | Compositor |
| -------------------- | --------- | ---------- |
| 1 传说               | Joker Xue | Joker Xue  |
| 2 深深爱过你（前世） | Joker Xue | Joker Xue  |
| 3 Let You Go         | 文雅      | E-Tribe    |
| 4 给我的爱人         | Joker Xue | Joker Xue  |
| 5 我们的世界         | Joker Xue | Joker Xue  |
| 6 流星的眼泪         | Joker Xue | Joker Xue  |
| 7 星河之役           | 陈耀川    | Garden     |
| 8 深深爱过你（今生） | Joker Xue | Joker Xue  |
| 9 梦开始的原点       | 陈耀川    | Joker Xue  |

| Canción               | Letrista  | Compositor |
| --------------------- | --------- | ---------- |
| 1 苏黎世的从前        | Joker Xue | Joker Xue  |
| 2 你过得好吗          | Joker Xue | Joker Xue  |
| 3 爱情宣判            | Joker Xue | Joker Xue  |
| 4 朋友你们还好吗      | Tomo      | Joker Xue  |
| 5 爱的期限            | 甘世佳    | Joker Xue  |
| 6 马戏小丑            | 罗开元    | Joker Xue  |
| 7 倾城                | 甘世佳    | Joker Xue  |
| 8 丢手绢              | 梁思成    | 梁思成     |
| 9 续雪                | 甘世佳    | Joker Xue  |
| 10 你过得好吗（伴奏） |           |            |

| Canción             | Letrista    | Compositor |
| ------------------- | ----------- | ---------- |
| 1 王子归来          | Joker Xue   | Joker Xue  |
| 2 认真的雪          | Joker Xue   | Joker Xue  |
| 3 红尘女子          | Joker Xue   | Joker Xue  |
| 4 爱不走            | 苟伟        | 苟伟       |
| 5 快乐帮            | 张鹏        | 郑伟       |
| 6 我的Show          | 易家扬/成金 | 刘伟       |
| 7 黄色枫叶          | Joker Xue   | Joker Xue  |
| 8 钗头凤            | 甘世佳      | Joker Xue  |
| 9 Memory            | Joker Xue   | Joker Xue  |
| 10 我的Show（伴奏） |             |            |

## Giras musicales
| 2018-2019 Skyscraper World Tour (23) | 2018-2019 Skyscraper World Tour (23) | 2018-2019 Skyscraper World Tour (23) | 2018-2019 Skyscraper World Tour (23) | 2018-2019 Skyscraper World Tour (23)       |
| #                                    | Año                                  | Fecha                                | Ciudad                               | Lugar                                      |
| ------------------------------------ | ------------------------------------ | ------------------------------------ | ------------------------------------ | ------------------------------------------ |
| 1                                    | 2018                                 | 14 de julio                          | Pekín                                | Estadio de los Trabajadores                |
| 2                                    | 2018                                 | 28 de julio                          | Shenzhen                             | Shenzhen Bay Sports Centre                 |
| 3                                    | 2018                                 | 11 de agosto                         | Chengdu                              | Shuangliu Sports Centre                    |
| 4                                    | 2018                                 | 26 de agosto                         | Foshán                               | Century Lotus Stadium                      |
| 5                                    | 2018                                 | 8 de septiembre                      | Hangzhou                             | Estadio Yellow Dragon                      |
| 6                                    | 2018                                 | 21 de septiembre                     | Changshá                             | Estadio Helong                             |
| 7                                    | 2018                                 | 30 de septiembre                     | Macao                                | Cotai Arena                                |
| 8                                    | 2018                                 | 6 de octubre                         | Shanghái                             | Estadio Hongkou                            |
| 9                                    | 2018                                 | 7 de octubre                         | Shanghái                             | Estadio Hongkou                            |
| 10                                   | 2018                                 | 3 de noviembre                       | Vancouver                            | Centro de Deportes de Invierno de la UBC   |
| 11                                   | 2018                                 | 6 de noviembre                       | Toronto                              | Paramount Fine Foods Centre                |
| 12                                   | 2018                                 | 9 de noviembre                       | San José                             | San Jose Center for the Performing Arts    |
| 13                                   | 2018                                 | 11 de noviembre                      | Los Ángeles                          | Dolby Theatre                              |
| 14                                   | 2018                                 | 17 de noviembre                      | Singapur                             | Estadio Cubierto de Singapur               |
| 15                                   | 2019                                 | 14 de febrero                        | Penang                               | SPICE Arena                                |
| 16                                   | 2019                                 | 16 de febrero                        | Kuala Lumpur                         | Axiata Arena                               |
| 17                                   | 2019                                 | 10 de marzo                          | Londres                              | Wembley Arena                              |
| 18                                   | 2019                                 | 1 de abril                           | Melbourne                            | Melbourne Convention and Exhibition Centre |
| 19                                   | 2019                                 | 7 de abril                           | Sídney                               | Qudos Bank Arena                           |
| 20                                   | 2019                                 | 4 de abril                           | Auckland                             | Trusts Stadium                             |
| 21                                   | 2019                                 | 13 de abril                          | Taipéi                               | Taipei Arena                               |
| 22                                   | 2019                                 | 14 de abril                          | Taipéi                               | Taipei Arena                               |
| 23                                   | 2019                                 | 19 de mayo                           | Hong Kong                            | AsiaWorld-Arena                            |

| 2017 我好像在哪见过你 Tour (10) | 2017 我好像在哪见过你 Tour (10) | 2017 我好像在哪见过你 Tour (10) | 2017 我好像在哪见过你 Tour (10)                      |
| #                               | Fecha                           | Ciudad                          | Lugar                                                |
| ------------------------------- | ------------------------------- | ------------------------------- | ---------------------------------------------------- |
| 1                               | 22 de abril                     | Dalián                          | Dalian Sports Center Stadium                         |
| 2                               | 29 de abril                     | Shenzhen                        | Shenzhen Bay Sports Centre                           |
| 3                               | 20 de mayo                      | Qingdao                         | Guoxin Gymnasium                                     |
| 4                               | 3 de junio                      | Cantón                          | Arena Internacional de Deportes de Guangzhou         |
| 5                               | 10 de junio                     | Shanghái                        | Mercedes-Benz Arena (Shanghái)                       |
| 6                               | 17 de junio                     | Pekín                           | Gimnasio Olímpico de Baloncesto                      |
| 7                               | 24 de junio                     | Wuhan                           | Wuhan Sports Center                                  |
| 8                               | 9 de julio                      | Kunmíng                         | Kunming International Convention & Exhibition Center |
| 9                               | 15 de julio                     | Nankín                          | Centro Deportivo Olímpico de Nankín                  |
| 10                              | 22 de julio                     | Chongqing                       | Chongqing International Expo Centre                  |

| 2008 谦年传说 (1) | 2008 谦年传说 (1) | 2008 谦年传说 (1) | 2008 谦年传说 (1) | 2008 谦年传说 (1)                       |
| #                 | Fecha             | País              | Ciudad            | Lugar                                   |
| ----------------- | ----------------- | ----------------- | ----------------- | --------------------------------------- |
| 1                 | 20 de diciembre   | China             | Shanghái          | Shanghai International Gymnastic Center |

## Filmografía

### Micro películas
| Año  | Título                                  | Personaje            | Notas |
| ---- | --------------------------------------- | -------------------- | ----- |
| 2019 | Mung Bean Man 绿豆侠                    | Mung Bean Man 绿豆侠 |       |
| 2019 | Fo Xi Wan Jia 佛系玩家                  | Sanzang 三藏         |       |
| 2018 | San Da Gan Dao Fu 三打干道夫            | Xue Youxia 薛游侠    |       |
| 2017 | Memory Cleaner 记忆清除者               | Joker Xue 薛之谦     |       |
| 2017 | Ji Qing Si She Joker Xue 机情四摄薛之谦 | Joker Xue 薛之谦     |       |
| 2017 | 2017 Zai Jian Mei Hao 2017 再见美好     | Lanmei 蓝莓          |       |
| 2016 | Cinderalla 黑童话：灰姑娘               | The Prince           |       |
| 2013 | Right Besides You 最熟悉的陌生人        | Yang Xi 杨曦         |       |
| 2013 | Happiness 真幸福                        |                      |       |
| 2011 | Ai Bin Fen 爱缤纷                       | Wang Haozhe 王浩哲   |       |

### Películas
| Año  | Título                                        | Personaje            |
| ---- | --------------------------------------------- | -------------------- |
| TBD  | A-Test: The Love Adventure A测试之爱情大冒险  | Wang Xiaocong 王小聪 |
| 2017 | What a Day! 有完没完                          | He Ping 和平         |
| 2011 | East Meets West 2011 东成西就2011             | Doctor               |
| 2011 | Music Arena 音乐江湖                          | Chen Hao 陈浩        |
| 2010 | The University Days of a Dog 一只狗的大学时光 | Qi Jun 齐俊          |
| 2005 | Perhaps Love 如果·爱                          |                      |
| 2005 | A Bright Moon 一轮明月                        | Wang Dayong 王大勇   |

### Series de televisión
| Año  | Título                                       | Personaje           |
| ---- | -------------------------------------------- | ------------------- |
| TBD  | Men, Friends 男人帮·朋友                     | Gao Yi 高益         |
| 2017 | Boyhood 我们的少年时代                       | Tao Xi 陶西         |
| 2015 | Mother Like Flowers 妈妈像花儿一样           | Zhang Laifu 张来福  |
| 2012 | The Queen of SOP 胜女的代价                  | Xue Shaoqian 薛少谦 |
| 2009 | The Prince of Tennis 加油！网球王子          | Ren Ruocheng 任若成 |
| 2006 | Lao Niang Jiu 老娘舅                         | Han Liu 韩柳        |
| 2006 | Ma La Jiao Shi 麻辣教师                      | Lennon 列侬         |
| 2005 | Loving You Is Really Not Easy 爱你真的不容易 | Luo Dazhuang 罗大壮 |
| 2005 | The 100th Bride 第100个新娘                  | Li Liang 李亮       |
| 2004 | Crystal Love 水晶之恋                        | Jacky               |
| 2003 | Life Concerns 人命关天                       | Ma Xiaoneng 马小能  |

### Programas de variedades
| Año  | Programa                                            | Notas                  |
| ---- | --------------------------------------------------- | ---------------------- |
| 2018 | Hi! Sing 嗨！唱起来                                 | Ep. #11                |
| 2018 | Mars Intelligence Agency Season 4 火星情报局 第四季 | miembro                |
| 2018 | Golden Song Season 2 金曲捞之挑战主打歌             | miembro                |
| 2018 | Unlimited Song Season 无限歌谣季                    | miembro                |
| 2018 | Shake It Up 新舞林大会                              |                        |
| 2017 | The Coming One Season 1 明日之子 第一季             | miembro                |
| 2017 | Masked Singer Season 2 蒙面唱将猜猜猜 第二季        |                        |
| 2017 | Mars Intelligence Agency Season 3 火星情报局 第三季 | miembro                |
| 2017 | Golden Song 金曲捞                                  |                        |
| 2016 | Mars Intelligence Agency Season 1 火星情报局 第一季 | miembro                |
| 2016 | Mars Intelligence Agency Season 2 火星情报局 第二季 | miembro                |
| 2016 | The Collaboration 作战吧偶像                        | miembro                |
| 2016 | Sing! China Season 4 中国新歌声 第四季              |                        |
| 2016 | Go, Fighting!                                       | (ep. #2.01) - invitado |
| 2012 | Shake It Up Season 1 舞林大会                       |                        |